# 362911 Miguelhurtado
362911 Miguelhurtado è un asteroide della fascia principale. Scoperto nel 2009, presenta un'orbita caratterizzata da un semiasse maggiore pari a 3,1211099 UA e da un'eccentricità di 0,0800151, inclinata di 10,30524° rispetto all'eclittica.
Dal 19 settembre al 17 novembre 2013, quando 367943 Duende ricevette la denominazione ufficiale, è stato l'asteroide denominato con il più alto numero ordinale. Prima della sua denominazione, il primato era di 360762 FRIPON.
L'asteroide è dedicato al programmatore spagnolo Miguel Hurtado.